# Barbara Matić
Barbara Matić (Spalato, 3 dicembre 1994) è una judoka croata, campionessa a Parigi 2024, categoria 70 kg femminile.

## Carriera
Ha partecipato a tre edizioni dei Giochi olimpici vincendo la medaglia d'oro nell'edizione parigina, nella quale è anche stata portabandiera per la Croazia alla cerimonia inaugurale insieme al connazionale Giovanni Cernogoraz.
Ha inoltre ottenuto tre medaglie ai Campionati mondiali di judo tra il 2021 e il 2023 e cinque medaglie ai Campionati europei di judo tra il 2014 e il 2024. Ai II Giochi europei di Minsk nel 2019, ha vinto una medaglia di bronzo.

## Palmarés
- Giochi olimpici

Parigi 2024: oro nei 70 kg.
- Campionati mondiali di judo

Budapest 2021: oro nei 70 kg.
Tashkent 2022: oro nei 70 kg.
Doha 2023: bronzo nei 70 kg.
- Campionati europei di judo

Montpellier 2014: bronzo nei 70 kg.
Varsavia 2017: bronzo nei 70 kg.
Montpellier 2023: bronzo nei 70 kg.
Zagabria 2024: oro nei 70 kg.
- Giochi europei

Minsk 2019: bronzo nei 70 kg.